# Lucien Leclerc
Pour les articles homonymes, voir Leclerc.
Lucien Leclerc, né en 1816 à Ville-sur-Illon et mort en 1893 dans cette même ville, est un médecin militaire, traducteur et historien français de la médecine arabe.

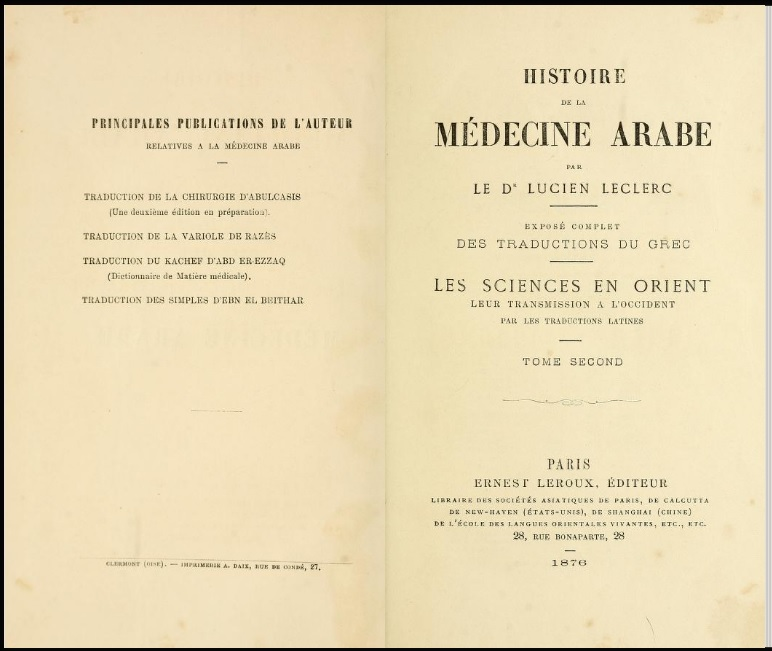
Lucien Leclerc, Histoire de la
médecine arabe, 1876

## Biographie
Lucien Leclerc est né le 13 septembre 1816 à Ville-sur-Illon, d'une famille de cultivateurs. Son instruction se fait d'abord au petit séminaire de Châtel-sur-Moselle. Il se rend ensuite à Nancy où il obtient le baccalauréat ès lettres en 1836. Désireux de devenir médecin militaire, il passe l'année suivante le baccalauréat ès sciences physiques alors exigé pour les études médicales, et il s'inscrit à la faculté de Strasbourg.
À partir de 1840, il commence sa carrière militaire en Algérie. Il soutient sa thèse de doctorat à la faculté de médecine de Paris en 1849 avec pour sujet l'étiologie du goitre. Après 31 ans dans l'armée il est mis à la retraite en 1871.
Dès lors, il peut se consacrer à plein temps à la traduction en français d'œuvres de langue arabe et à la publication de ses propres travaux. Il meurt à Ville-sur-Illon, le 10 avril 1893.

### Médecin militaire
Lucien Leclerc commence sa carrière militaire en 1840 à Alger comme chirurgien sous-aide auxiliaire aux ambulances. Devenu chirurgien sous-aide en 1841, il est nommé à l'hôpital d'instruction de Metz en 1844 et revient en France. Il exerce alors successivement, de 1845 à 1848, à l'hôpital de perfectionnement de Paris, à celui d'instruction de Strasbourg, puis de nouveau à Paris et enfin à Thionville.
Après avoir obtenu son doctorat en 1849, il est nommé chirurgien aide-major commissionné au 70e régiment d'infanterie et, deux semaines plus tard, promu chirurgien aide-major de 2e classe.
De retour en Algérie à la fin de l'année 1849, il entre au régiment des zouaves. En 1853, il est promu médecin aide-major de 1re classe et, la même année, nommé au 54e RI avec lequel il revient en métropole, à Aix-en-Provence. Nostalgique de l'Algérie, il souhaite y retourner et, en 1854, il rejoint les hôpitaux de la division d'Oran.
Devenu médecin-major de 2e classe en 1859, il passe au 85e RI et revient en France puis, en 1861, il est affecté au 3e régiment de spahis basé a Constantine. Promu médecin-major de 1re classe en 1864, il est affecté au 53e RI et quitte définitivement l'Algérie.
En 1866, il intègre le 43e RI puis, en 1869, le 81e.
En 1870, il participe à la guerre franco-allemande avec le 81e qui est envoyé a Metz et, après la capitulation, il obtient l'autorisation de « quitter la ville ». Il se rend alors chez son frère, à Ville-sur-Illon et, après un passage par Autun, il retrouve son régiment à Limoges.

Le 24 octobre 1871, il est mis à la retraite : 

« M. Leclerc, Médecin-Major de 1re classe au 81e de Ligne, a été mis à la retraite après 31 années de bons et loyaux services, sur lesquelles 21 ont été passées en campagne […]. Sa nature généreuse et son dévouement absolu à ses malades lui avaient depuis longtemps attiré l'estime et l'affection générale. »

— Le Lieutenant-Colonel du 81e de Ligne

### Historien de la médecine arabe
Pendant son long séjour en Algérie, Leclerc s'intéresse à la médecine arabe, notamment à la pharmacologie. Il apprend la langue et entre en contact avec des droguistes d'Algérie.

Il se décide alors à traduire en français des livres rédigés en arabe, le premier étant le Traité de matière médicale d'Abderezaq al-Jazairi (médecin algérien du XVIIIe siècle). Se rendant compte que ce livre est fait d'extraits de textes arabes plus anciens, il poursuit son investigation, remonte aux sources et traduit trois autres ouvrages : le Tadkirat de Dawud al-Antaki (en), le livre II du Canon d'Avicenne, et le Traité des simples d'Ibn al-Baytar,. Une fois la traduction du Traité des simples terminée « il voulut la compléter par les biographies d'une centaine de médecins arabes qui s'y trouvent cités. Ce travail était à peu près terminé, quand l'idée lui vint de l'étendre à toute l'école arabe. Telle est l'origine de l'Histoire de la médecine arabe. » Il écrit en effet dans son avant-propos : 

« C'était plus qu'un surcroît de notices que nous avions en vue. Nous nous proposâmes de faire l'histoire collective de la médecine arabe, d'exposer ses origines, son caractère, ses institutions, son développement et sa décadence, en entremêlant des vues d'ensemble aux séries biographiques, au fur et à mesure des événements. C'était un travail tout nouveau, pour lequel, sans doute, le premier était une préparation, mais qui exigeait des recherches plus étendues et nous faisait entrer dans un nouvel ordre d'idées. Malgré ses difficultés, nous osâmes l'entreprendre, soutenu par cette pensée qu'il y avait là une lacune à remplir dans notre littérature, jusqu'à présent tributaire de l'étranger. Dans l'histoire des sciences, la période arabe est aussi intéressante qu'elle est peu connue. »

 Cette œuvre, parue en 1876, est encore digne d’intérêt. Lucien Leclerc a publié de nombreux autres travaux sur l'histoire de la médecine arabe et certaines de ses traductions sont encore estimées.

## Distinctions
- Chevalier de la Légion d'honneur en 1861, il est promu officier en 1870[10].

## Publications
Une liste complète des publications est donnée dans Dorveaux 1914, p. 227-235.

### Articles
- 1849-1888 : nombreux articles dans différentes revues (Gazette médicale de l'Algérie, Gazette des hôpitaux, Journal asiatique, etc.)

### Volumes
- 1864 : Une mission médicale en Kabylie, Paris, J.-B. Baillière (lire en ligne).
- 1876 : Histoire de la médecine arabe, Paris, Ernest Leroux, 2 vol. (lire en ligne : vol. 1 – vol. 2).

### Traductions
- 1861 : Abulcasis, La Chirurgie, Paris, J.-B. Baillière, 382 p. (lire en ligne).
- 1877-1883 : Ibn al-Baytar, Traité des simples, Paris, Imprimerie nationale, 3 vol. (lire en ligne : vol. 1 – vol. 2 – vol. 3).

### Contribution
- 1876 : Amédée Dechambre, Dictionnaire encyclopédique des sciences médicales.